# 放射能 (アルバム)
『放射能』（ほうしゃのう、英:Radio-Activity、独:Radio-Aktivität）は、ドイツのテクノユニット、クラフトワークのアルバム。1975年10月に発売された。

## 解説
本作はクラフトワーク初のヒュッター、シュナイダーによるセルフプロデュース・アルバム。クリング・クラングスタジオで録音され、ヒュッター／シュナイダー／バルトス／フリューアのラインナップで演奏された初の作品。全曲ヒュッター／シュナイダー作で、エミール・シュルツが作詞とジャケットデザインに協力した。

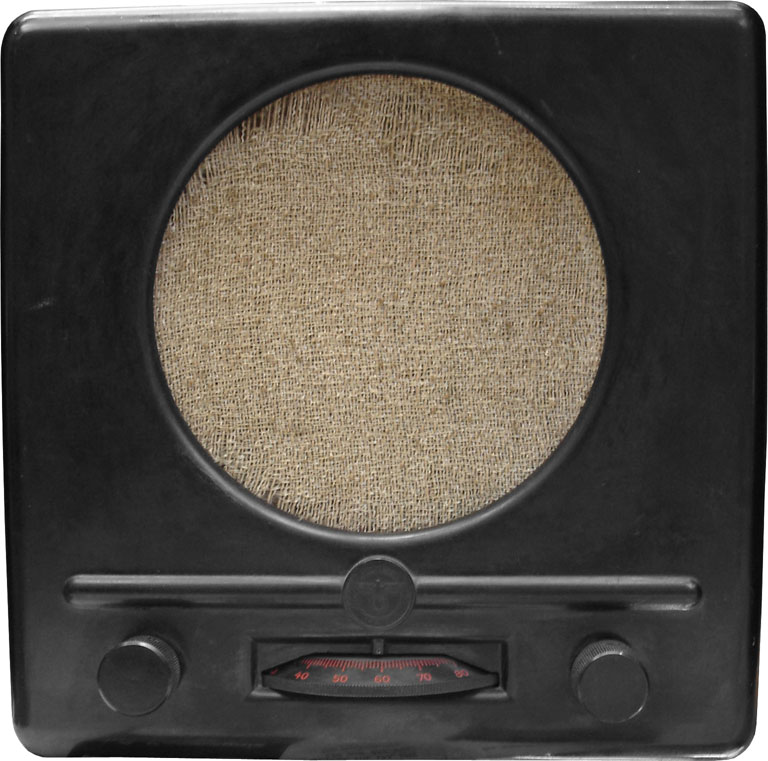
国民ラジオ DKE38

日本でのアルバムタイトルは「放射能」となっているが、ハイフンの入った英題「Radio-activity」（および独題）は「ラジオの活動」という意味も含んでいる（放射能を表す英単語は、ハイフンなしのRadioactivityである）。第2トラック、邦題「放射能」である曲のほうの英独題はハイフンを含まない。
A面の1、2、6、B面の4は放射能を、A面の3、4、5、B面の1、2、3、5、6はラジオを主題に扱っている。ジャケットにはナチス政権の宣伝省が1930年代後半に導入した「国民ラジオ」DKE38型の絵が描かれている。A面の「ニュース」では原子力発電のことについて触れている。
第2トラックの曲「Radioactivity」の、1980年代末以降のライブでみられるアレンジ（リミックスアルバムのTHE MIXやライブアルバムミニマム・マキシマムに収録されている）では、冒頭にセラフィールド再処理場についての警告が、曲中にはチェルノブイリやヒロシマといったフレーズと、歌詞中のRadioactivityという単語の前にStopの語が追加されている。
更に2012年7月7日に幕張メッセで行われた反原発ライブイベント「NO NUKES 2012」(YMOが「Radioactivity」をカヴァーした)で このイベントに参加したクラフトワークは、同曲を福島の原発事故を明確に意識し反原発(反放射能汚染)を訴える坂本龍一の監修による日本語詞で歌唱し現在も世界中のライヴで歌い続けている。幕張での様子は公式サイトの冒頭にもリンクされている。

## 収録曲
| #  | タイトル                                                                 | 作詞・作曲                    | 時間 |
| -- | ------------------------------------------------------------------------ | ----------------------------- | ---- |
| 1. | 「ガイガー・カウンター（放射能測定器) - Geiger Counter」("Geigerzähler") | Ralf Hütter Florian Schneider | 1:07 |
| 2. | 「放射能 - Radioactivity」("Radioaktivität")                             | Hütter Schneider Emil Schult  | 6:42 |
| 3. | 「ラジオ・ランド - Radioland」                                           | Hütter Schneider Schult       | 5:50 |
| 4. | 「エアウェーヴス - Airwaves」("Ätherwellen")                             | Hütter Schneider Schult       | 4:40 |
| 5. | 「中断 - Intermission」("Sendepause")                                    | Hütter Schneider              | 0:39 |
| 6. | 「ニュース - News」("Nachrichten")                                       | Hütter Schneider              | 1:17 |

| #  | タイトル                                                           | 作詞・作曲              | 時間 |
| -- | ------------------------------------------------------------------ | ----------------------- | ---- |
| 1. | 「エネルギーの声 - The Voice of Energy」("Die Stimme der Energie") | Hütter Schneider Schult | 0:55 |
| 2. | 「アンテナ - Antenna」("Antenne")                                  | Hütter Schneider Schult | 3:43 |
| 3. | 「ラジオ・スターズ - Radio Stars」("Radio Sterne")                 | Hütter Schneider Schult | 3:35 |
| 4. | 「ウラニウム - Uranium」("Uran")                                   | Hütter Schneider Schult | 1:26 |
| 5. | 「トランジスター - Transistor」                                    | Hütter Schneider        | 2:15 |
| 6. | 「オーム・スイート・オーム - Ohm Sweet Ohm」                       | Hütter Schneider        | 5:39 |